# 班韋球麗魚
班韋球麗魚為輻鰭魚綱鱸形目隆頭魚亞目慈鯛科的其中一種，分布於非洲Luapula河、班韋烏盧湖、Lukulu河與Chambesi河等流域，體長可達27.5公分，棲息在底中層水域，生活習性不明。